# 当维克斯
当维克斯（法語：Damvix，法語發音：[dɑ̃viks]）是法国卢瓦尔河地区大区旺代省的一个市镇，位于该省南部，属于丰特奈勒孔特区。

## 地理
当维克斯（46°18'51"N, 0°44'5"W）面积11.66 平方千米，位于法国卢瓦尔河地区大区旺代省，该省份为法国西部沿海省份，北起大西洋卢瓦尔省和曼恩-卢瓦尔省，西临大西洋，南至滨海夏朗德省，东部及东南部与德塞夫勒省接壤。
与当维克斯接壤的市镇（或旧市镇、城区）包括：拉龙德、阿尔赛、圣伊莱尔拉帕吕、马耶、马耶宰、圣西吉斯蒙。

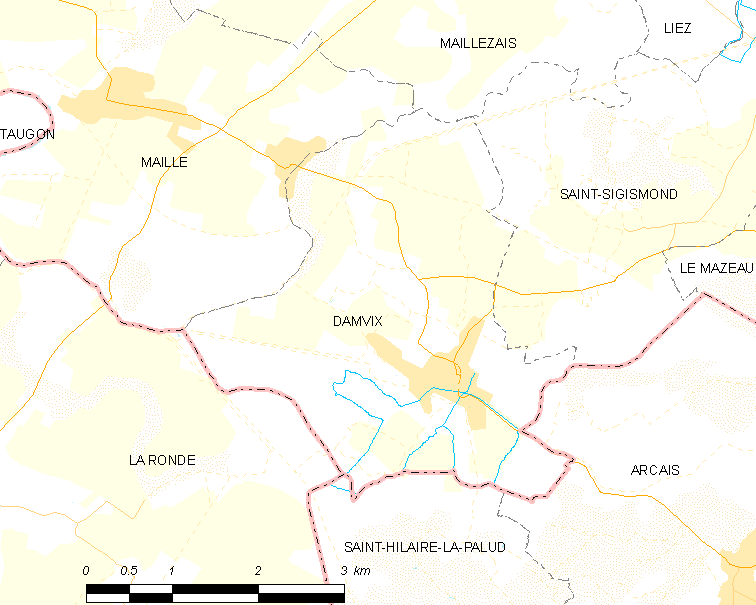
当维克斯的OSM定位图

当维克斯的时区为UTC+01:00、UTC+02:00（夏令时）。

## 行政
当维克斯的邮政编码为85420，INSEE市镇编码为85078。

## 政治
当维克斯所属的省级选区为丰特奈勒孔特县。

## 人口

1962-2008年间当维克斯人口变化图示

当维克斯于2022年1月1日时的人口数量为731人。